# Tribunal de Paris
Il Tribunal de Paris è un edificio che ospita il tribunale di Parigi, che fa parte del Palazzo di Giustizia di Parigi situato nel 17º arrondissement della capitale francese.
Il grattacielo copre una superficie totale di 120.000 m2, di cui 20.000 di spazi pubblici (incluse le 90 aule del tribunale), 30.000 di spazi commerciali (uffici e altro) e 3.000 di spazi sicuri. L'edificio, costato oltre 800 milioni di euro, ha 38 piani ed è stato progettato da Renzo Piano.
È il Palazzo di Giustizia più grande d'Europa.